# Rötenbach (Alpirsbach)
Rötenbach ist ein Stadtteil von Alpirsbach im Landkreis Freudenstadt in Baden-Württemberg.

## Ortslage und Siedlung
Der Ort Rötenbach liegt circa zwei Kilometer südlich der Stadtmitte von Alpirsbach im Tal der Kinzig knapp nördlich der Einmündung des aus Osten kommenden Rötenbachs in die Kinzig. Der Ort erstreckt sich entlang des felsenreichen und engen Kinzigtals bis zur Einmündung des Rötenbachtals. Die ursprünglich aufgelockerte Siedlung hat sich seit 1945 entlang der verkehrsreichen Bundesstraße 294 stark verdichtet. Neue Wohngebiete entstanden am Dieboldsberg und Adelsberg. Ein Gewerbegebiet wurde im Rötenbachtal erschlossen.

## Historische Namensformen
Die naheliegendste Erklärung für den Fluß- und Ortsnamen „Röt(h)enbach“, aber auch für den Ortsnamen „Rötenberg“, ist darin zu sehen, dass sie alle im Buntsandsteingebiet liegen, dessen tiefrote bis violette Färbung für viele Gebäude der Gegend charakteristisch ist.
Erste Nennungen des dem Ort den namensgebenden Baches als „Rodenbahc“ um 1099/1100 und „Rotinbach“ zwischen 1125 und 1127 finden sich in den Fundationsnotizen I und II des Klosters Alpirsbach.
Im Gadnerschen Forstkartenatlas Blatt 22 „Alpirsbacher Forst“ aus dem Jahre 1522 wird der Ort „Retenbach“ geschrieben und der namengebende Bach „Rettenbach fl(uvius)“. Der heutige Ort „Rötenberg“, von wo der Rötenbach herkommt, erscheint entsprechend als „Retenberg“. Unweit von Alpirsbach im Reinerzauer Tal wird der linke Nebenfluss der kleinen Kinzig „Retenbächl fl(uvius)“ und der dabei liegende Ort „hinder Retenberg“ genannt.
In den Karten der ersten württembergischen Landesvermessung von 1837 wird der Ort „Röthenbach“ und der Fluss „Röthenbächle“ geschrieben, und noch in der Beschreibung des Oberamts Oberndorf von 1868 werden Ort und Fluss als „Röthenbach“ bezeichnet. Durch die Rechtschreibreformen von 1901 verlor der Ortsname das „h“, im Gegensatz zu Familiennamen und vielen topographischen Namen mit „th“, welche unverändert blieben (wie z. B. die vielen „Röthenbach“ in Bayern und der Schweiz).

## Geschichte
Der dem Ort den namensgebende Bach wird erstmals um 1099/1100 als „Rotenbahc“ und nochmals zwischen 1125 und 1127 als „Rotinbach“ in den Fundationsnotizen I und II des Klosters Alpirsbach erwähnt. Allmählich entwickelte sich zu beiden Seiten der Kinzig die Ortschaft „Röthenbach“. Sie war bis zur Mitte des 16. Jahrhunderts menschenreicher als die Klostersiedlung Alpirsbach. Rötenbach gehörte zur ersten Besitzausstattung des Klosters Alpirsbach und war vor der Gründung des evangelischen Klosteramts Alpirsbach im Jahre 1535 Sitz des klösterlichen Niedergerichts. Der Ort besaß nie Marktrechte und war kirchlich stets Filial von Alpirsbach. Erst 1933 erbaute die neuapostolische Gemeinde eine eigene Kirche, und die evangelische Kirche wurde 1964/66 errichtet.
In der Vergangenheit spielte neben Landwirtschaft und Handwerk die Flösserei auf Kinzig und „Rötenbächle“ (=Rötenbach) eine wichtige Rolle. Im 19. Jahrhundert kam es aufgrund der stark wachsenden Bevölkerung zu ökonomischen Krisen, welche sich in mehreren Auswanderungswellen äußerten. 1817 waren die 72 Bürger von Rötenbach Tagelöhner und Waldbauern, „die für sich selbst jetzt nicht einmal das Brot auftreiben können“. Der Ort war von großer Armut geprägt, welche sich u. a. im Kinderbettel äußerte. Ein Anzeichen der Verarmung der Gemeinde war der Rückgang der Bevölkerung von 1846 bis 1890 von 789 auf 577 Einwohner. Die Ursachen der strukturellen Krise nicht nur Rötenbachs, sondern ganz Alpirsbachs sind in der Aufhebung des Klosteramts Alpirsbach mit dem Einzug des Kirchenguts durch die spätabsolutistische Regierung König Friedrichs von Württemberg zu sehen, wodurch Alpirsbach und Umgegend seine zentralörtliche Funktion verlor. Erst unter Schultheiß Preuninger (im Amt 1891 bis 1929) besserten sich die Verhältnisse. Während der Weltwirtschaftskrise 1929 mussten wegen der hohen Arbeitslosenzahlen Notstandsarbeiten durchgeführt werden.
1938 wurde Rötenbach ohne Beteiligung der Einwohnerschaft nach Alpirsbach zwangseingemeindet.

## Politik

### Schultheißen und Bürgermeister
- 1861–1885 Andreas Kilgus
- 1885–1887 Jakob Weisser
- 1887–1891 Julius Kollmar
- 1891–1929 Friedrich Preuninger, Ehrenbürger
- 1929–1931 Albert Stortz (Amtsverweser)
- 1931–1933 Ferdinand Nast
- 1933–1938 Otto Rommel

### Wappen
Die Blasonierung des Wappens lautet: „In Rot ein goldener (gelber) Markstein, belegt mit einer liegenden Hirschstange.“ Das Gemeindewappen wurde 1930 angenommen und soll die Lage der württembergischen Gemeinde im Grenzgebiet zu Baden versinnbildlichen.

## Einwohner
Einwohnerzahlen von Rötenbach aufgrund der Visitationsakten und der Volkszählungen von 1846–1925:
| Jahr | Einwohner |
| ---- | --------- |
| 1654 | 135       |
| 1686 | 208       |
| 1703 | 177       |
| 1730 | 242       |
| 1763 | 287       |
| 1785 | 358       |
| 1805 | 381       |
| 1846 | 789       |
| 1867 | 567       |
| 1886 | 604       |
| 1890 | 577       |
| 1905 | 529       |
| 1925 | 705       |

## Persönlichkeiten

### Ehrenbürger
- 1937: Friedrich Preuninger (1864–1940), Schultheiß von 1891–1929